# Liste der Bodendenkmäler in Karlsfeld
Auf dieser Seite sind die Bodendenkmäler in der oberbayerischen Gemeinde Karlsfeld zusammengestellt. Diese Tabelle ist eine Teilliste der Liste der Bodendenkmäler in Bayern. Grundlage ist die Bayerische Denkmalliste, die auf Basis des Bayerischen Denkmalschutzgesetzes vom 1. Oktober 1973 erstmals erstellt wurde und seither durch das Bayerische Landesamt für Denkmalpflege geführt wird. Die folgenden Angaben ersetzen nicht die rechtsverbindliche Auskunft der Denkmalschutzbehörde.

## Bodendenkmäler in Karlsfeld
| Lage       | Objekt                                                                                                | Akten-Nr.     | Bild |
| ---------- | --- | ------------- | ---- |
| (Standort) | Siedlung vor- und frühgeschichtlicher Zeitstellung.                                                   | D-1-7734-0191 |      |
| (Standort) | Siedlung vor- und frühgeschichtlicher Zeitstellung.                                                   | D-1-7734-0192 |      |
| (Standort) | Archäologische Befunde im Bereich eines Teilabschnitts des Schleißheimer Kanalsystems (Neuer Gröben). | D-1-7734-0201 |      |
| (Standort) | Archäologische Befunde im Bereich eines Teilabschnitts des Schleißheimer Kanalsystems (Neuer Gröben). | D-1-7835-0592 |      |